# Otakar Švec (sochař)
Otakar Švec (23. listopadu 1892 Praha-Nové Město – 4. dubna 1955 nebo 3. března 1955 Praha) byl český sochař. Jeho nejznámějšími díly jsou vůbec první česká futuristická socha Motocyklista (Sluneční paprsek) z roku 1924, pískovcová socha Karla IV. v Karlových Varech, plastiky T. G. Masaryka a monumentální pomník J. V. Stalina na Letné v Praze.

## Život
Narodil se v rodině cukráře Josefa Švece a matky Františky, rozené Žemlové. Byl třetím ze sedmi dětí.
V letech 1908–1911 studoval na Uměleckoprůmyslové škole u Josefa Drahoňovského a Jana Kastnera a na Akademii výtvarných umění v Praze u Josefa Václava Myslbeka a Jana Štursy. Od roku 1912 pracoval jako pomocník ve Štursově ateliéru, v roce 1919 se stal Štursovým asistentem na AVU. Po jeho smrti vedl speciálku až do roku 1927. V roce 1920 absolvoval roční stáž v sochařském ateliéru Émile-Antoine Bourdella v Paříži. Vystavoval na reprezentačních výstavách v Benátkách, Paříži a Filadelfii.
Od roku 1919 byl členem SVU Mánes. Ze spolku vystoupil na vlastní žádost v roce 1932.
Manželka Vlasta Švecová v dubnu 1954 spáchala sebevraždu. Otakar Švec spáchal sebevraždu rok poté, několik týdnů před odhalením pomníku Josefa Stalina (ten byl odhalen 1. května 1955).

## Dílo

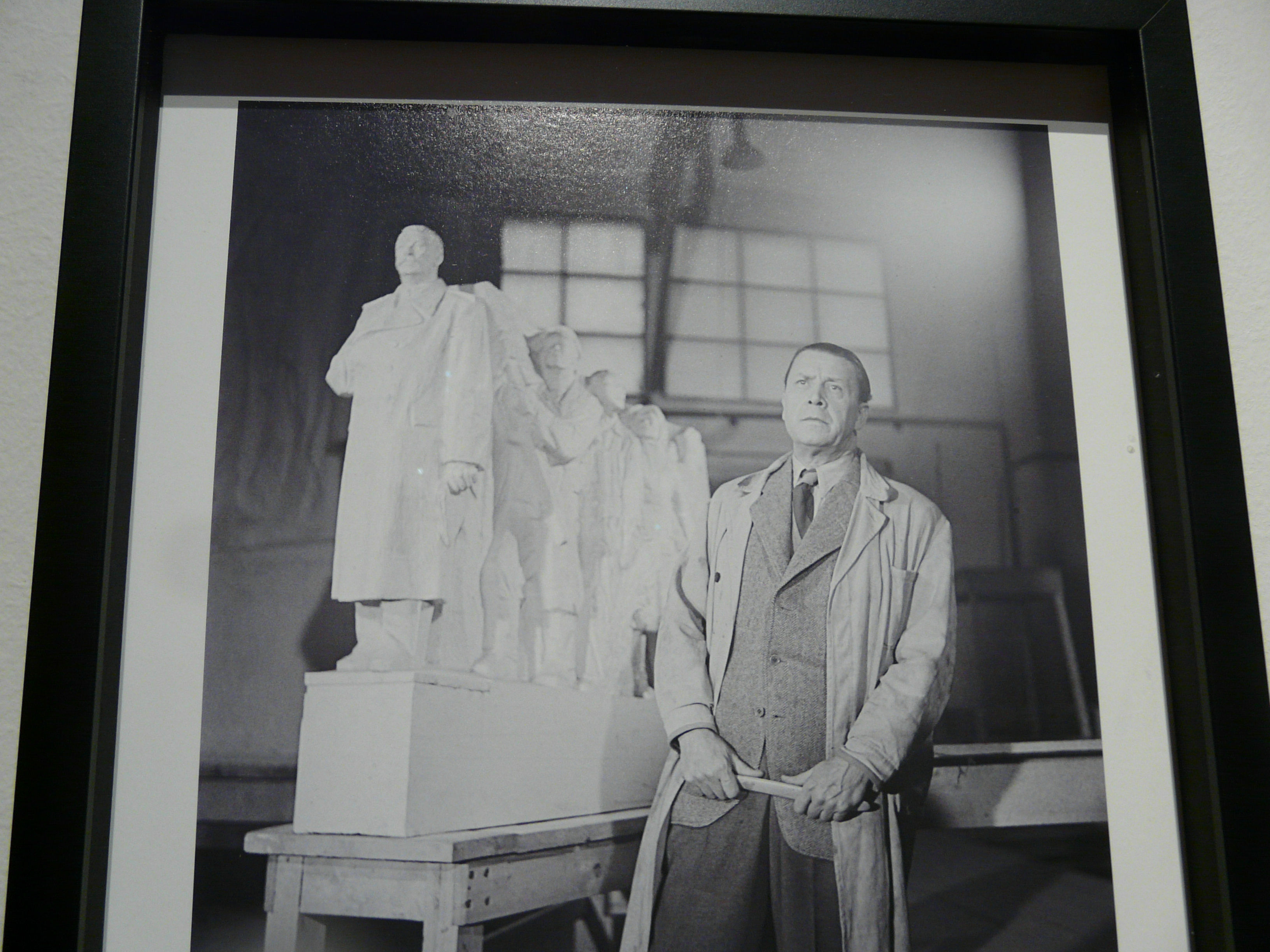
Švec s návrhem pomníku Stalina

Otakar Švec byl mimořádně nadaným sochařem a již ve 20. letech dostal možnost portrétovat prezidenta Tomáše Garrigue Masaryka. Tento portrét se stal předlohou pro bronzový pomník TGM v Lounech a pískovcový pomník v Sušici. Jeho nejslavnější socha Sluneční paprsek (podle populární anglické značky motocyklů Sunbeam, 1924) byla představena na výstavě dekorativních umění v Paříži. Na přelomu tisíciletí nechala Národní galerie v Praze tuto sochu znovu odlít pro americké sběratele manžele Hascoeovi. Jejich pozůstalost se roku 2011 dražila v Sotheby’s a Sluneční paprsek dosáhl rekordní ceny 3,8 milionu korun.
Švec byl přítelem architekta Bedřicha Feuersteina a původně měl být autorem sochařské výzdoby Vojenského zeměpisného ústavu, který Feuerstein postavil v Bubenči v letech 1921–1923. Vojenským zadavatelům se Švecovy ženské postavy jevily příliš štíhlé a dali přednost plnějším tvarům od Břetislava Bendy. Počátkem třicátých let Švec vytvořil unikátní civilistní dvojportrét Voskovce a Wericha v polychromované sádře (1932) a byl rovněž spoluautorem scény pro hru Osel a stín (1933).
- Jeho prvním významným dílem se stal Sluneční paprsek – Motocyklista, futuristická socha jezdce na motocyklu z roku 1924.[9] Odlitek ze sbírek Národní galerie Praha byl umístěn v zahradě Zbraslavského kláštera, později ve Veletržním paláci.[10]
- Alegorické postavy na fasádě spořitelny v Lounech
- Dvě alegorické postavy ve vestibulu Městské spořitelny ve Strakonicích[11]
- Byl autorem portrétů významných osobností (Josef Bohuslav Foerster, 1918, dvojportrét Voskovce a Wericha, 1932,[12] Vítězslav Nezval, 1932, Jan Neruda, 1942, Vítězslav Novák, 1948, Otakar Nejedlý, houslista J. Vaněček)[13]
- Pomník Adolfa Heyduka byl odhalen v Písku roku 1935[14]
- Pomník ruského legionáře plukovníka Josefa Jiřího Švece, který byl slavnostně odhalen 29. 9. 1934 v Praze na Pohořelci v ose tehdejších kasáren.[15][16]
- Pomník T. G. Masaryka v Lounech z roku 1930[17] byl zničen za nacistické okupace. V roce 2018 byla v Lounech odhalena zmenšená replika plastiky modelovaná podle původního Švecova návrhu.[18]
- Pomník T. G. Masaryka v Sušici (předloha shodná s pomníkem v Lounech), pískovec, instalován v roce 1969.
- Pomník obětem nacismu v Domažlicích (1948), odhalen v den třetího výročí osvobození americkou armádou[19]
- Pomník Karla IV. v Karlových Varech (1955) [20]
- Statečnost (pro Národní památník na Vítkově)[21]
- Věrnost (pro Národní památník na Vítkově)[22]

### Komorní plastiky
- Houslistka (v. 53 cm)[23]
- Bugatka (28,5 × 54 cm)[24]

## Stalinův pomník
Podrobnější informace viz Stalinův pomník
Roku 1949 zvítězil v sochařské soutěži na pomník J.V. Stalina v Praze na Letné. V letech 1950–1955 na tomto monumentálním projektu pracoval spolu s architekty Vlastou a Jiřím Štursovými, kteří řešili podstavec a okolí pomníku. V roce 1952, kdy již bylo o hrubé podobě pomníku rozhodnuto, Švec zhotovil třímetrový model. Sousoší bylo částečně vytvářeno v bývalém ateliéru Bohumila Kafky ve Střešovicích. K samotné realizaci sochy a její stavbě byli povoláni studenti Akademie výtvarných umění v Praze a množství pražských i mimopražských kameníků. Opracované žulové kvádry byly naskládány na rozlehlé železobetonové konstrukci o výšce 15,5 m. Pomník byl slavnostně odhalen 1. května 1955. Odstraněn byl v listopadu 1962.

## Zastoupení ve sbírkách
- Národní galerie Praha
- Galerie hlavního města Prahy
- Muzeum hlavního města Prahy
- Galerie středočeského kraje v Kutné Hoře
- Galerie moderního umění v Hradci Králové
- Muzeum umění Olomouc
- Oblastní galerie v Liberci
- Galerie Klatovy–Klenová
- Sbírka Hascoe

## Galerie

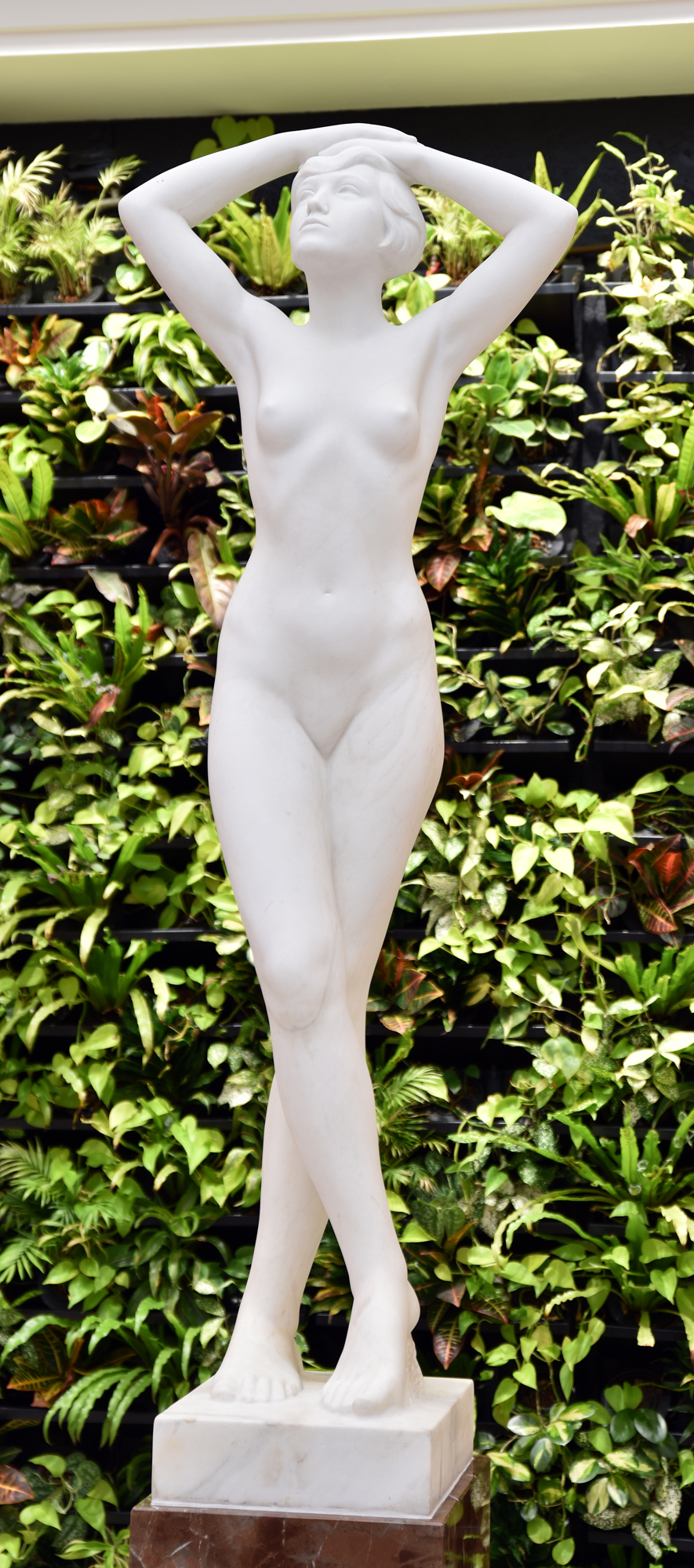
Otakar Švec, Dívčí akt, mramor
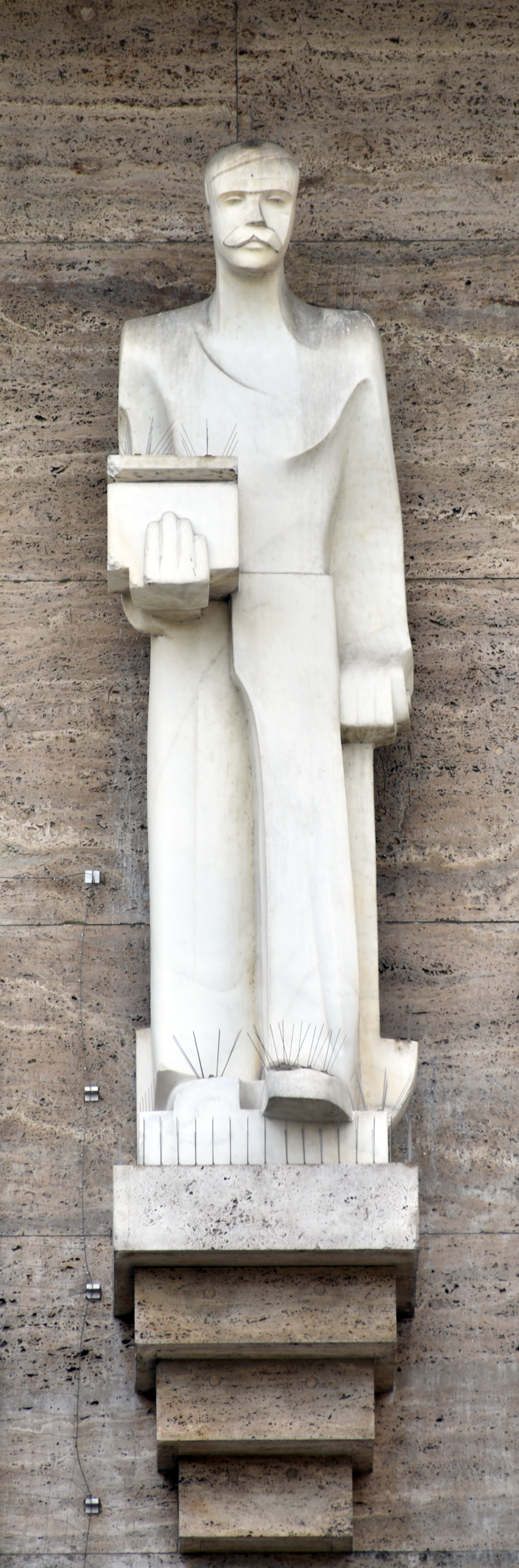
Otakar Švec, Spořitelna Louny, 1929
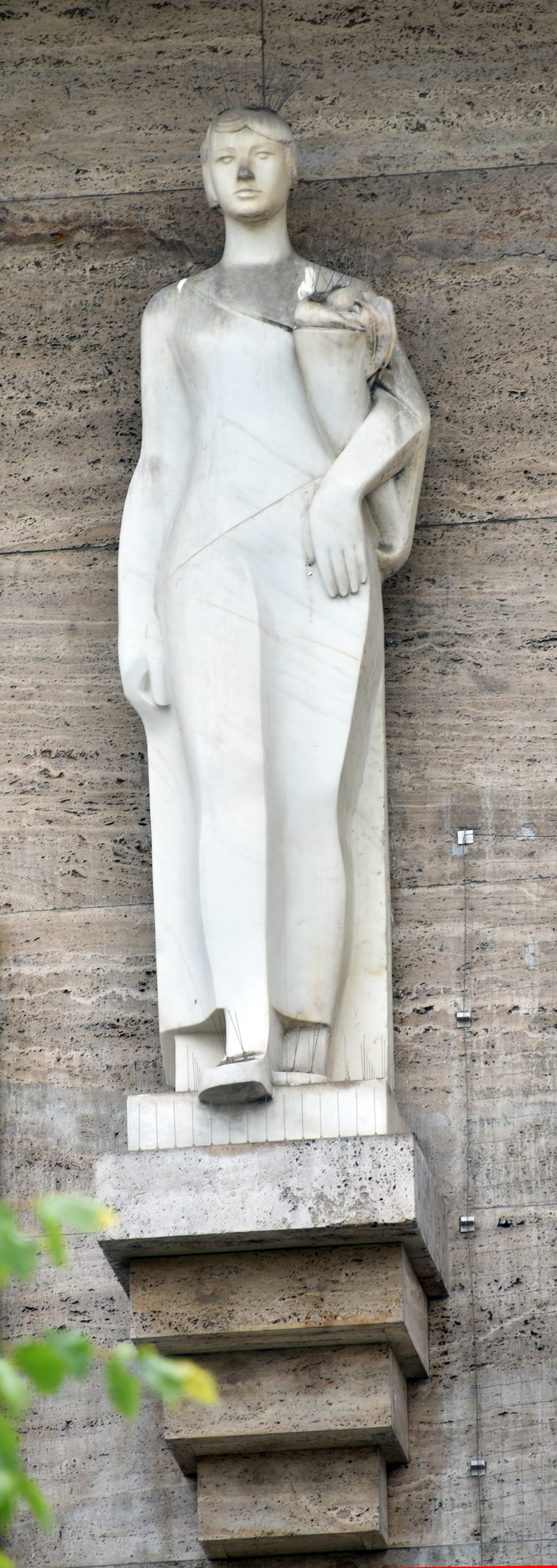
Otakar Švec, Spořitelna Louny, II, 1929
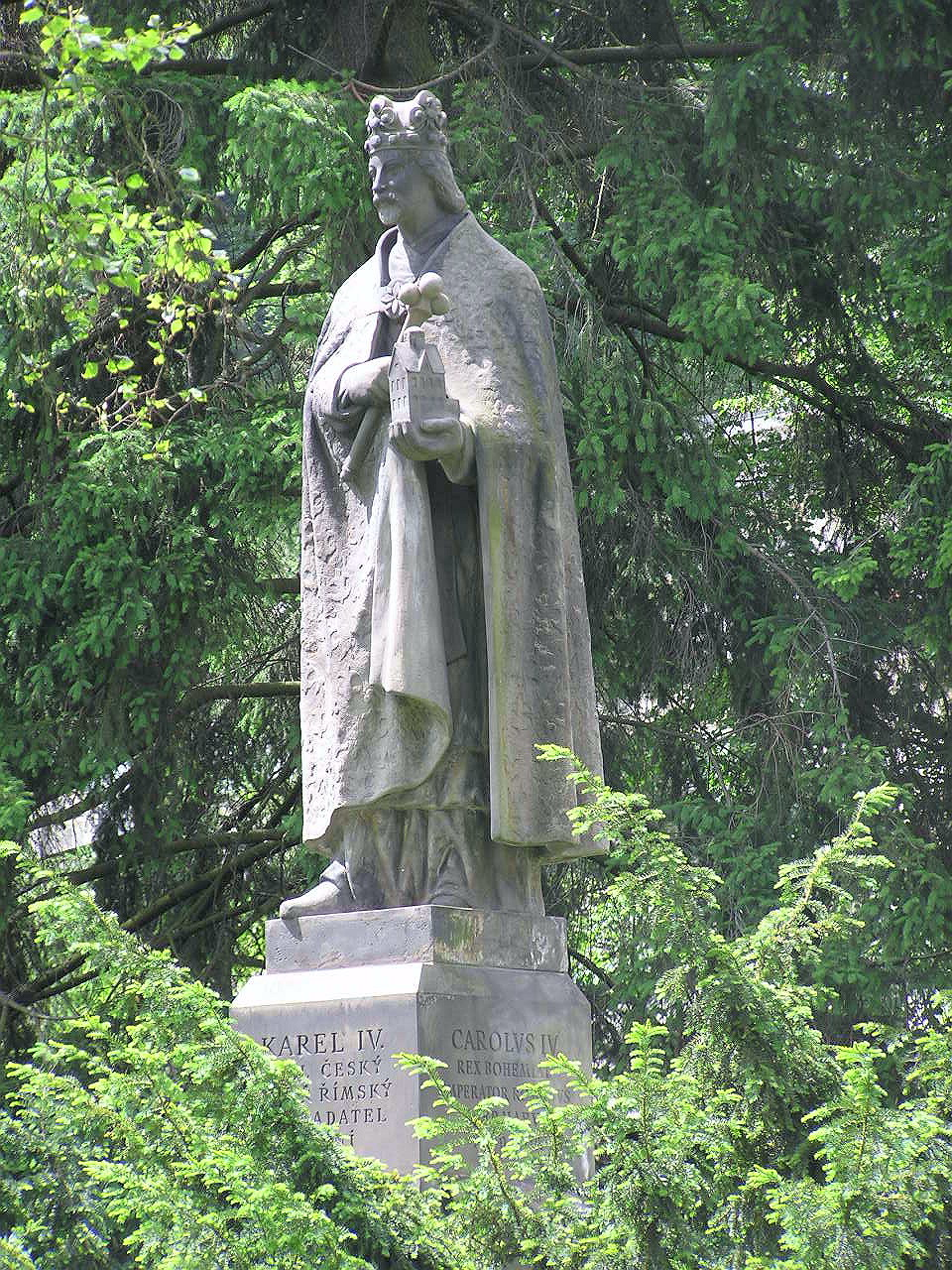
Pomník Karla IV. v Karlových Varech, 1955
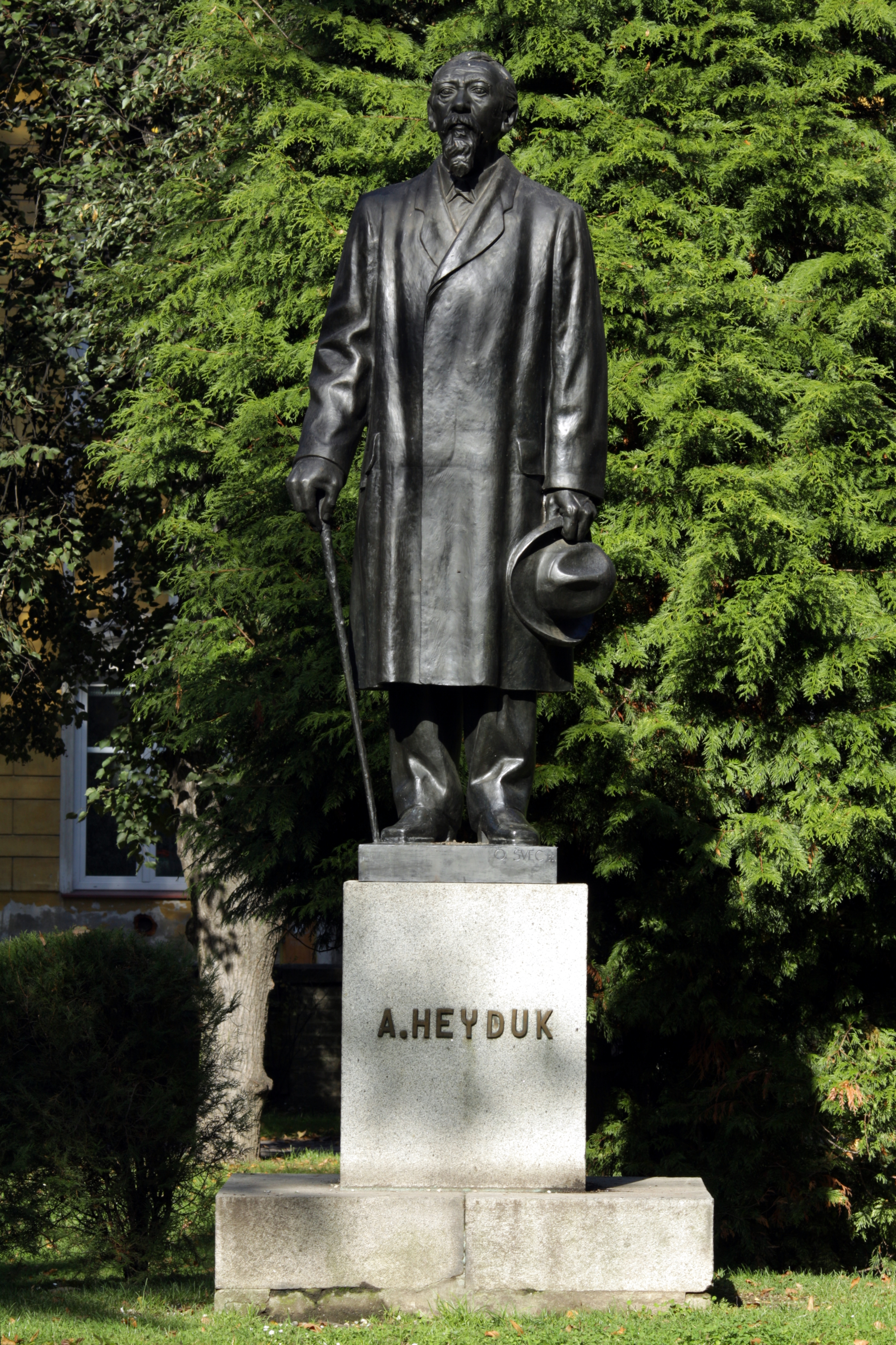
Pomník Adolfa Heyduka, 1935, Písek
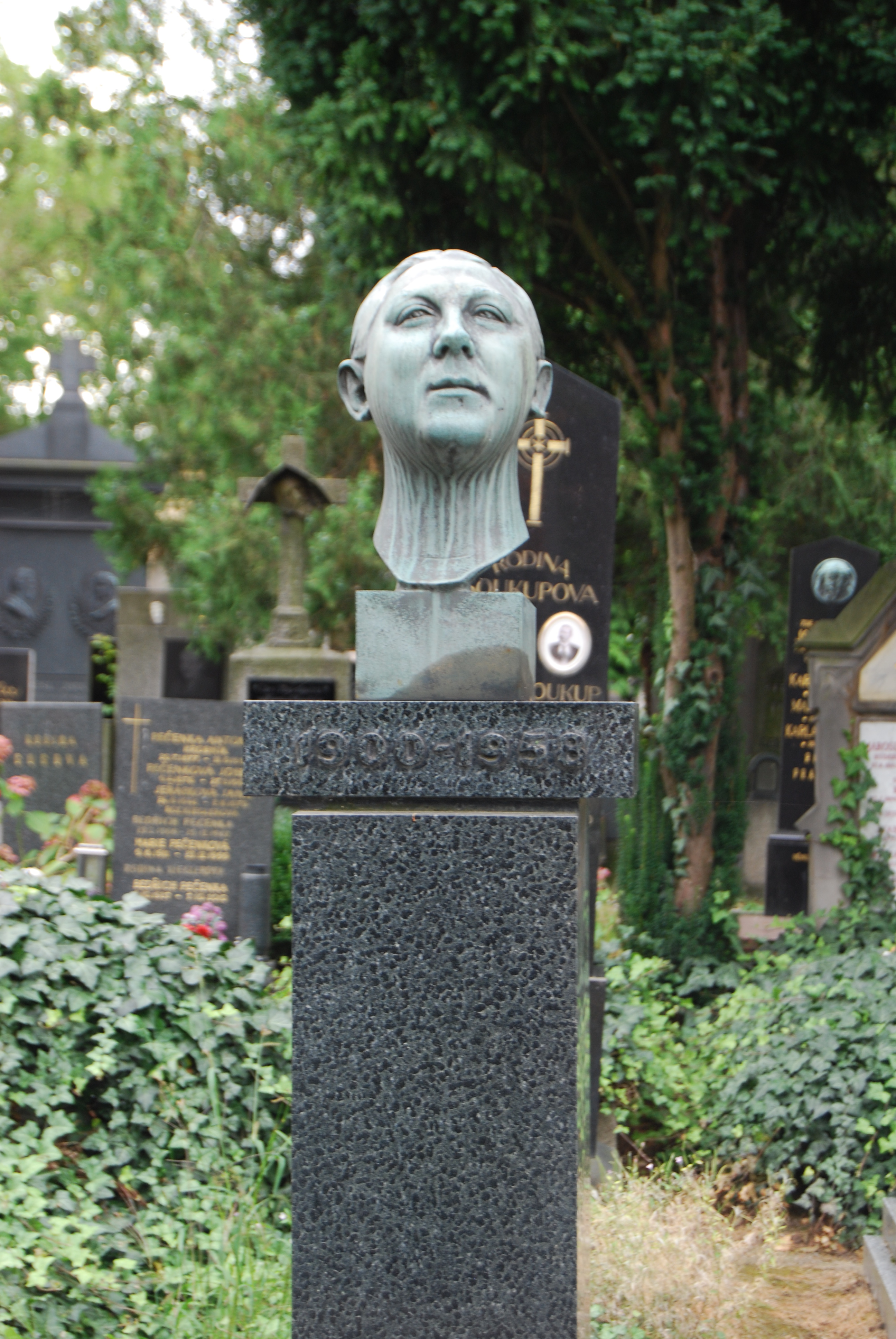
Portrét Vítězslava Nezvala (1932), Vyšehradský hřbitov, Praha
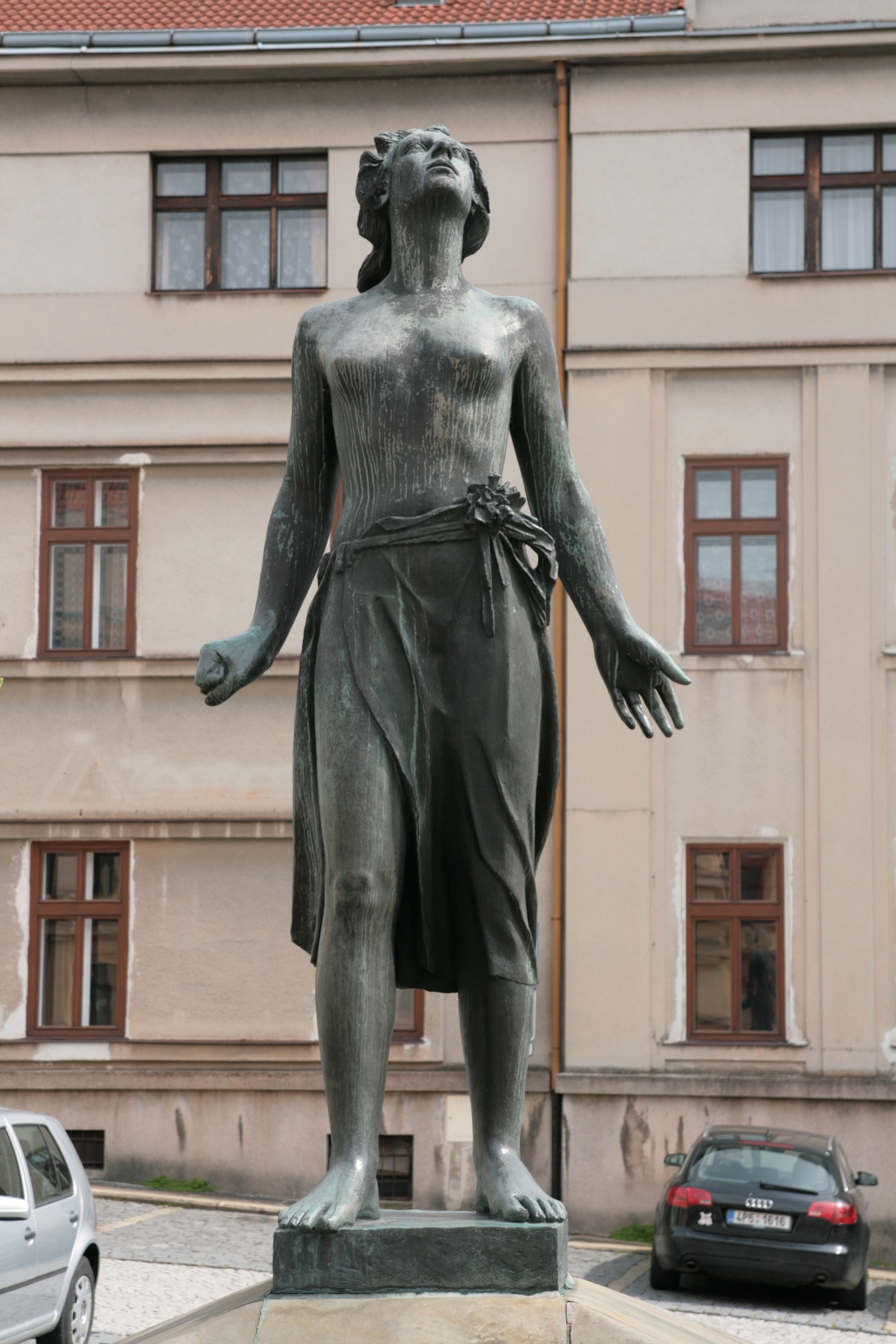
Památník obětem nacismu v Domažlicích, 1948
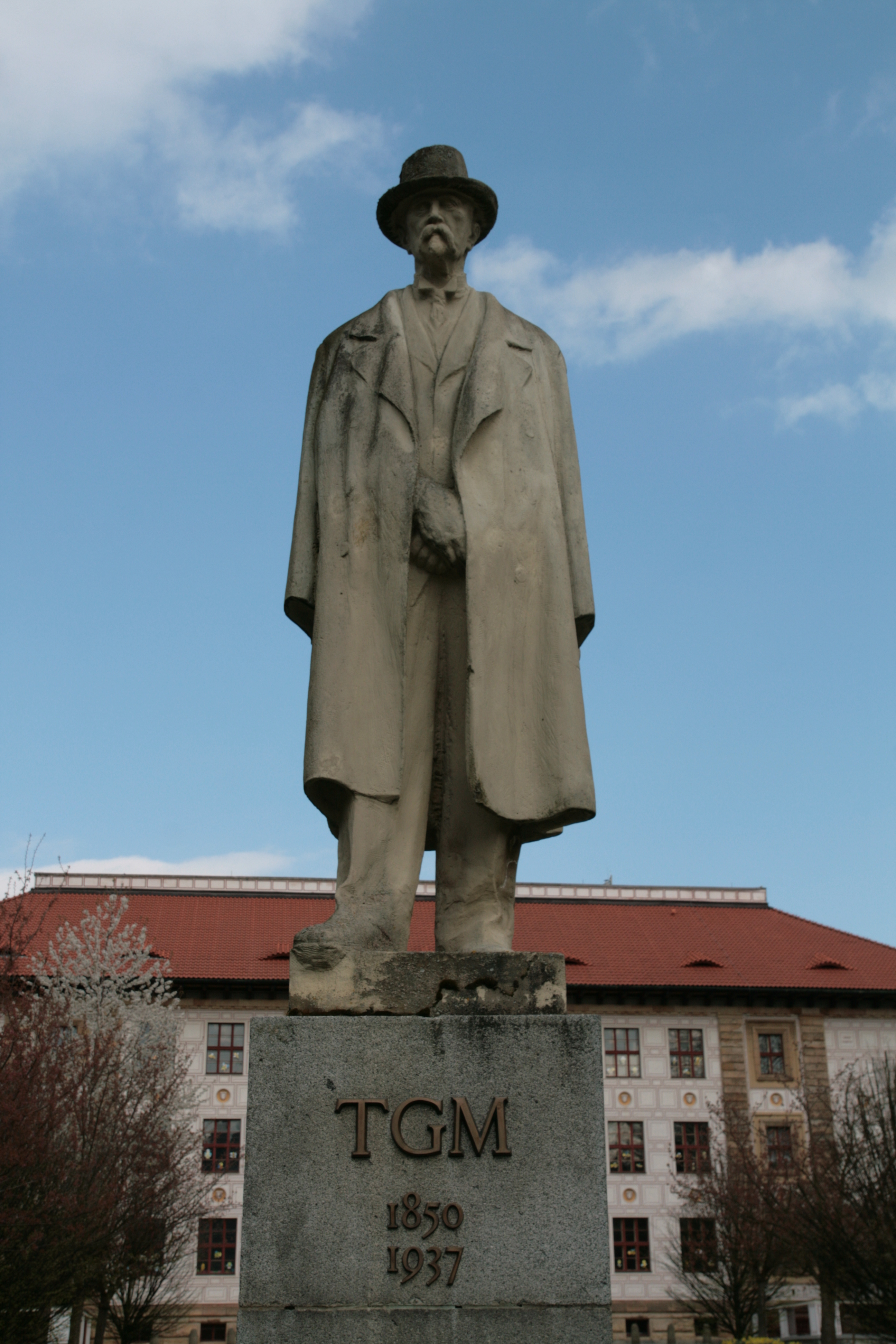
Pomník T. G. Masaryka na nábřeží Jana Seitze v Sušici, 1969
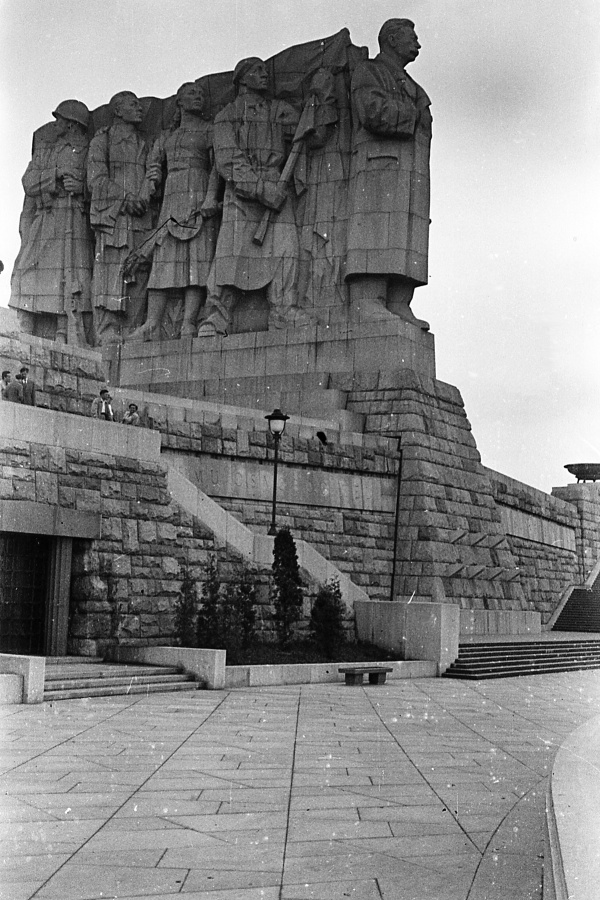
Stalinův pomník, 1955, Praha

## Otakar Švec v umění
- Rudolf Cainer zpracoval osud Otakara Švece v románu Žulový Stalin.[29]
- Na námět této knihy natočila v roce 2017 Česká televize film Monstrum podle scénáře a v režii Viktora Polesného[30]
- Opera Žádný člověk Jiřího Kadeřábka [31], premiéra v březnu 2017 v Národním divadle v Praze.
- Opera Monument skladatele Marka Ivanoviće a libretisty Davida Radoka. Premiéra se konala 7. února 2020 v Janáčkově divadle v Brně[32]